# George Thomas (Söldner)

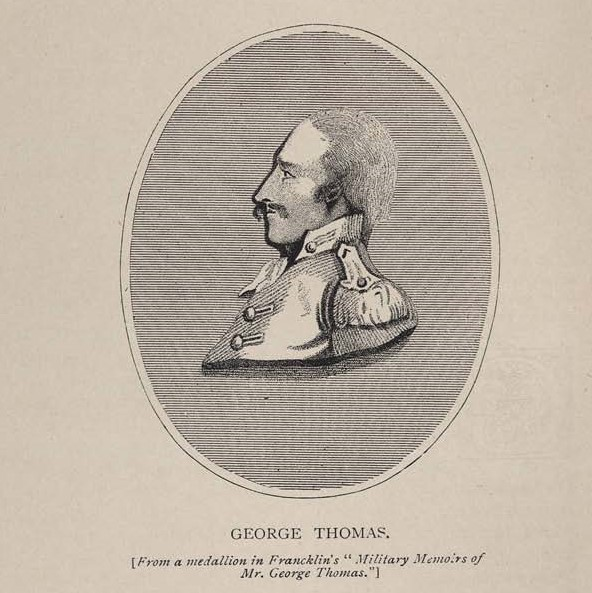
General George Thomas (Medaillon aus Military Memoirs of Mr. George Thomas)

George Thomas (* um 1756 in Roscrea (Irland); † 22. August 1802) war ein britischer Söldner und bekannt als „Irischer Raja“.

## Leben
George Thomas wurde ungefähr 1756 in Irland in armen Verhältnissen geboren. In Madras desertierte er aus der Britischen Marine, begab sich nach Delhi und trat in den Dienst der Begum Samru. Er wechselte später zu Appa Rao, einem Marathenführer und eroberte danach ein eigenes Königreich in Hansi in der Haryana-Region. Seine Versuche, den Punjab zu erobern, scheiterten. Thomas wurde schließlich von General Pierre Cuillier-Perron, dem Befehlshaber der Armee Gwaliors, besiegt und gefangen genommen. Er starb am 22. August 1802 auf dem Ganges.

## Belletristik
Gisbert Haefs machte ihn zur Hauptperson seines Romans Raja. btb Verlag, München 1999, ISBN 978-3-442-75033-7.